# Mupa
Mupa, auch Omunda, ist eine Gemeinde (Comuna) im Kreis (Municipio) von Cuvelai in der Provinz Cunene in Angola. Im Jahr 2007 zählte die Gemeinde in ihren acht Ortschaften 30.850 Einwohner, die den Volksgruppen Kwanhama, Ganguela, Chokwe und Kamussequreles angehören und sich überwiegend der Landwirtschaft und der Viehwirtschaft widmen.
Die Gemeinde ist Namensgeberin des nahen Mupa-Nationalparks.

## Geschichte
Im Jahr 1912 gründeten hier zwei katholische Priester eine erste Mission, aus der am 23. Juni 1923 die katholische Mission von Mupa hervorging und die seither hier eine Schule betreibt.
2023 wurden im Zuge des staatlichen angolanischen Infrastrukturprogramms PIIM neue Schulkomplexe und Gesundheitseinrichtungen mit modernen Wohnhäusern für die Lehr- und Pflegekräfte eingeweiht.

## Söhne und Töchter der Stadt
- António dos Santos França (* 1938), angolanischer General und Politiker